# 100 Tagú Cigányzenekar
A Magyar Örökség és Hungarikum díjas 100 Tagú Cigányzenekar a világon egyedülálló együttes. (A Fővárosi Bíróságon bejegyzett hivatalos neve: 100 Tagú Cigányzenekar Országos Kulturális és Közművelődési Egyesület)
Tagjai főleg cigány származású muzsikusok, a komolyzene (többek között Liszt, Bartók, Kodály, Hubay, Brahms, Sarasate, Strauss művei) mellett tradicionális magyar cigánymuzsikát is játszanak. Nevével ellentétben megalakulásakor 140 tagja volt, ma 138 van.

## Története
A zenekar " kulturális egyesület”-i jogállással jött létre Budapesten, 1985. november 2-án, a hasonló magyarországi szervezetek közül elsőként. Az ötlet idősebb Járóka Sándor, akkori prímáskirály 1985 áprilisi temetésén fogant meg, mikor az elhunyt tiszteletére egy több száz fős alkalmi zenekar állt össze, hogy végső útjára kísérje. Berki László és Mészáros Tivadar volt a zenekar megálmodója az első lépések az ő irányításuk alatt történtek. Úgy vélték, hogy ezen alkalmi zenekar megszervezve nagy létszámú koncertképes zenekar lehetne, mely egyben az országban elszórtan élő legkiválóbb cigány zenészeket tömörítené magába.
Az ország legjobb vendéglátós muzsikusai, az 1984-es Vonópárbaj győztesei, a Honvéd Művészegyüttes, a Budapest Tánc Együttes, az Magyar Állami Népi Együttes, a BM Duna Művészegyüttes, valamint a Rajkó Zenekar tagjaiból verbuválták össze a 138 fős monstre zenekart.
Dr. Gyenes József elnök, Boross Lajos elnökhelyettes és Berki László művészeti igazgató irányításával az első próbák a Magyar Állami Népi Együttes színháztermében zajlottak. A zenekar próbáit később az egyesület tiszteletbeli elnökének választott Cziffra György (zongoraművész) többször meglátogatta, elismerő szavai reményt és önbizalmat adtak az alakuló zenekarnak. Összesen 23 próba előzte meg a bemutatkozó koncertet, melyre 1986. március 22-én a Budapesti Tavaszi Fesztivál keretében az abban az évben átadott Budapest Kongresszusi Központ „Pátria” termében került sor, telt ház előtt. A koncert átütő sikert aratott, a korabeli magyar sajtó szinte mindenhol címlapon hozta az eseményt, hosszasan méltatva a világon egyedülálló produkciót.
A magyar és cigány kultúra és a cigányzenekarra hangszerelt, klasszikus zene magas szintű előadásával fennállása óta a zene és a kultúra nagyköveteként több mint 1000 koncertet adott Magyarország legkisebb településének kultúrházaitól kezdve a világ számos híres koncertterméig. Ennek egyik csúcspontja az 1998-as Lisszaboni Világkiállítás (Expo '98) megnyitója volt, ahol a 100 Tagú Cigányzenekar koncertje volt a főesemény.
A 100 Tagú Cigányzenekar, 2014. március 18-án, 
„A ZENEKAR VILÁGHÍRŰ MŰVÉSZI ÉS HAGYOMÁNYŐRZŐ GYAKORLATA”
néven került be a Hungarikumok Gyűjteményébe, ezáltal jogosult a HUNGARIKUM kitüntető cím használatára.
Az egyesület elnöke Beke Farkas Nándor, alelnöke Lendvai „Csócsi” József, az egyesület örökös művészeti igazgatója id.Berki László a zenekar alapítója, Liszt díjas prímás, tiszteletbeli elnöke Cziffra György (zongoraművész) a Magyar Köztársasági Érdemkereszt középkeresztje és a Francia Becsületrend kitüntetettje, világhírű zongoraművész.
Buffó Rigó Sándor, az egyesület előző elnöke 2014. április 27-én rövid, súlyos betegség következtében elhunyt.